# Miercurea Sibiului
Miercurea Sibiului (in ungherese Szerdahely, in tedesco Reußmarkt) è una città della Romania di 4 222 abitanti, ubicata nel distretto di Sibiu, nella regione storica della Transilvania.
Fanno parte dell'area amministrativa anche le località di Apoldu de Sus e Dobârca.
Miercurea Sibiului ha ottenuto lo status di città nel 2004.
La città fu sede, il 17 marzo 1869 del congresso di fondazione del Partito Nazionale Romeno di Transilvania.
Miercurea Sibiului ha dato i natali a:
- Ilie Măcelar (1822-1891), giurista, rivoluzionario e uomo politico
- Corneliu Medrea (1888-1964), scultore.